# Emelie Wikström
Emelie Wikström (* 2. Oktober 1992 in Sävsjö) ist eine ehemalige schwedische Skirennläuferin. Ihre stärkste Disziplin war der Slalom.

## Biografie
Ein erster internationaler Erfolg gelang Wikström mit dem Sieg im Slalom beim Trofeo Topolino 2007. Im November desselben Jahres nahm sie erstmals an FIS-Rennen teil und erreichte im Februar 2008 ihren ersten Podestplatz. Nachdem sie im Januar 2008 bereits ihr erstes Europacuprennen bestritten hatte, startete sie ab der Saison 2008/09 regelmäßig in dieser Rennserie. Im November holte sie bei den Rennen im schwedischen Funäsdalen ihre ersten Europacuppunkte und kurz darauf erreichte sie überraschend den dritten Platz im Slalom von Trysil. Danach folgten allerdings einige Ausfälle und im Rest der Saison kam sie nicht mehr unter die besten 30.
Am 30. Januar 2009 startete Wikström im Slalom von Garmisch-Partenkirchen erstmals in einem Weltcuprennen, konnte sich dabei aber nicht für den zweiten Lauf qualifizieren. Anfang Februar wurde sie bei den schwedischen Juniorenmeisterschaften Zweite im Super-G und wenig später gewann sie die Goldmedaille im Slalom beim European Youth Olympic Festival. Bei den Juniorenweltmeisterschaften 2009 erreichte sie mit Platz 27 in der Abfahrt und im Slalom sowie Rang 29 im Super-G aber keine vorderen Plätze. Ende März wurde sie Schwedische Vizemeisterin in der Abfahrt und in der Super-Kombination. Am 29. November 2009 gelang Wikström im Slalom von Funäsdalen wieder ein Podestplatz im Europacup und tags darauf feierte sie im zweiten Slalom ihren ersten Sieg. In der Disziplinenwertung erreichte sie damit den zweiten Platz. Im Jahr 2010 wurde sie schwedische Juniorenmeisterin im Slalom und in der Abfahrt. Bei den Juniorenweltmeisterschaften 2010 war ihr bestes Ergebnis der 13. Platz in der Abfahrt, 2011 und 2012 fuhr sie auf Platz zehn bzw. acht im Slalom.
Ihre ersten Weltcuppunkte holte Wikström, als sie am 29. Dezember 2010 im Slalom von Semmering auf den 13. Platz fuhr. Bei ihren ersten Weltmeisterschaften 2011 in Garmisch-Partenkirchen wurde sie 24. im Slalom. Im März 2011 gewann sie mit dem Sieg in der Super-Kombination ihren ersten schwedischen Meistertitel. Am 3. Januar 2012 erreichte Wikström mit Platz sieben im Slalom von Zagreb ihr erstes Top-10-Ergebnis im Weltcup. Ihr bisher bestes Resultat erzielte sie mit Platz vier im Slalom des Weltcupfinales der Saison 2011/12 in Schladming. Bei den Olympischen Winterspielen 2014 in Sotschi erreichte sie am 21. Februar im Slalom den sechsten Rang. Bei den Weltmeisterschaften 2017 in St. Moritz gewann Wikström die Bronzemedaille im Mannschaftswettbewerb.
Im Oktober 2021 gab sie ihren Rücktritt bekannt.

## Erfolge

### Olympische Spiele
- Sotschi 2014: 6. Slalom
- Pyeongchang 2018: 5. Mannschaftswettbewerb, 12. Slalom

### Weltmeisterschaften
- Garmisch-Partenkirchen 2011: 24. Slalom
- St. Moritz 2017: 3. Mannschaftswettbewerb, 8. Slalom
- Cortina d’Ampezzo 2021: 15. Slalom

### Weltcup
- 10 Platzierungen unter den besten zehn in Einzelrennen
- 3 Podestplätze bei Mannschaftswettbewerben, davon 2 Siege

### Weltcupwertungen
| Saison  | Gesamt | Gesamt | Riesenslalom | Riesenslalom | Slalom | Slalom |
| Saison  | Platz  | Punkte | Platz        | Punkte       | Platz  | Punkte |
| ------- | ------ | ------ | ------------ | ------------ | ------ | ------ |
| 2010/11 | 90.    | 42     | –            | –            | 32.    | 42     |
| 2011/12 | 46.    | 159    | –            | –            | 19.    | 159    |
| 2012/13 | 78.    | 43     | –            | –            | 32.    | 43     |
| 2013/14 | 58.    | 96     | –            | –            | 21.    | 96     |
| 2014/15 | 67.    | 62     | –            | –            | 24.    | 62     |
| 2015/16 | 63.    | 102    | –            | –            | 20.    | 102    |
| 2016/17 | 41.    | 190    | 57.          | 2            | 11.    | 188    |
| 2017/18 | 73.    | 65     | –            | –            | 26.    | 65     |
| 2018/19 | 69.    | 68     | –            | –            | 26.    | 68     |
| 2019/20 | 52.    | 116    | –            | –            | 11.    | 116    |
| 2020/21 | 68.    | 56     | –            | –            | 27.    | 56     |

### Europacup
- Saison 2009/10: 2. Slalomwertung, 8. Super-Kombinations-Wertung
- Saison 2011/12: 3. Slalomwertung
- Saison 2018/19: 4. Slalomwertung
- Saison 2020/21: 10. Slalomwertung
- 14 Podestplätze, davon 2 Siege:

| Datum             | Ort        | Land     | Disziplin |
| ----------------- | ---------- | -------- | --------- |
| 30. November 2009 | Funäsdalen | Schweden | Slalom    |
| 3. Februar 2012   | Innichen   | Italien  | Slalom    |

### Juniorenweltmeisterschaften
- Garmisch-Partenkirchen 2009: 27. Abfahrt, 27. Slalom, 29. Super-G
- Mont Blanc 2010: 13. Abfahrt, 25. Riesenslalom, 37. Super-G
- Crans-Montana 2011: 10. Slalom
- Roccaraso 2012: 8. Slalom
- Québec 2013: 20. Super-G, 38. Abfahrt, 42. Riesenslalom

### Weitere Erfolge
- 1 Podestplatz im Nor-Am Cup
- 2 schwedische Meistertitel (Super-Kombination 2011, Slalom 2017)
- Goldmedaille im Slalom beim European Youth Olympic Festival 2009
- 9 Siege in FIS-Rennen